# Pawłowskaja (rejon kiczmiengsko-gorodiecki)
Pawłowskaja (ros. Павловская) – wieś w Rosji, w rejonie kiczmiengsko-gorodieckim obwodu wołogodzkiego. W 2010 r. liczyła 6 mieszkańców.